# Friedrich Hohenschwert
Friedrich Hohenschwert (ursprünglich Friedrich Heuwinkel, * 23. März 1921 in Oesterholz; † 21. Mai 2003 in Detmold) war ein deutscher Prähistoriker.

## Leben
Friedrich Hohenschwert ist auf einem Bauernhof in der Oesterholzer Senne aufgewachsen. Er studierte von 1939 an bei Hans Reinerth in Berlin Ur- und Frühgeschichte bis ihn der Krieg zum Abbruch zwang. Nach dem Krieg machte er eine Ausbildung zum Agraringenieur. Ab 1964 nahm er das Studium, diesmal in Köln, erneut auf. 1975 legte er seine Dissertation Ur- und frühgeschichtliche Befestigungen in Lippe vor.
Als Nachfolger von Leo Nebelsiek leitete et ab 1968 die Ur- und frühgeschichtliche Abteilung des Lippischen Landesmuseums in Detmold und war von 1976 bis 1986 Direktor des Museums. Sein Nachfolger als Leiter des Museums wurde Rainer Springhorn.